# Domen Prevc
Domen Prevc (Kranj, 1999. június 4. –) szlovén síugró, az SK Triglav Kranj versenyzője.

## Versenyzői karrierje
Részt vett a 2015. évi téli európai ifjúsági olimpiai fesztiválon, ahol egyéniben ezüst-, csapatban aranyérmet szerzett. Ezután, november 22-én debütált a Síugró-világkupában, ahol 8. helyezést ért el. Elég volt neki 4 verseny, hogy december 19-én Engelbergben testvére, Peter Prevc mögött dobogóra kerülhessen. Így ők ketten lettek az első testvérpár, akik együtt ott voltak a dobogón. A következő szezonban a Síugró-világkupában elérte 1. győzelmét az idénynyitón, 2016. november 25-én Kuusamóban. Ezután ő hordta a sárga trikót. Nem sokkal ezután jött még 3 győzelem decemberben Klingenthalban, Lillehammerben és Engelbergben. 2017. január 28-án a világkupa történetében először történt meg, hogy 3 testvér (Domen Prevc és 2 idősebb bátyja, Cene Prevc és Peter Prevc) 1 nemzeti csapatban vegyenek részt, a 4. tag Jurij Tepeš volt. Fiatalsága miatt csak a 2. szezonjában vehetett részt a Sírepülő-világbajnokságon, Oberstdorfban, február 3-án, ahol az edzésen ugrott 225 méteres ugrást, de a személyes rekordja 221 méter. A 2 versenyen amúgy egy 5. és egy 7. hely lett az övé. Ezután jelentősen gyengült a formája, olyannyira, hogy amikor Oslóban volt verseny, Goran Janus edző meg sem hívta a keretbe. A szezon végére összeszedte magát, és a Vikersund melletti sírepülősáncon 8. helyezést ért el és személyes rekordot is ugrott (243,5 méter). Hazai pályán, Planicában még elért egy 20. és egy 17. helyet.

### Szezon végi helyezései
| Szezon  | Összetett | Négysánc | Sírepülés | Willingen Five | Raw Air | Planica 7 | Titisee-Neustadt Five |
| ------- | --------- | -------- | --------- | -------------- | ------- | --------- | --------------------- |
| 2015/16 | 14.       | 17.      | —         |                |         |           |                       |
| 2016/17 | 6.        | 9.       | 9.        |                | 24.     |           |                       |
| 2017/18 | 33.       | 37.      | 13.       | —              | 44.     | 36.       |                       |
| 2018/19 | 13.       | —        | 4.        | 37.            | 18.     | 5.        |                       |
| 2019/20 | 19.       | 7.       | 9.        | 11.            | 38.     |           | 23.                   |

### Győzelmek
| Ssz. | Szezon  | Dátum              | Hely        | Sánc                              |
| ---- | ------- | ------------------ | ----------- | --------------------------------- |
| 1    | 2016/17 | 2016. november 25. | Kuusamo     | Rukatunturi HS142                 |
| 2    | 2016/17 | 2016. december 4.  | Klingenthal | Vogtland Arena HS140              |
| 3    | 2016/17 | 2016. december 10. | Lillehammer | Lysgårdsbakken HS138              |
| 4    | 2016/17 | 2016. december 18. | Engelberg   | Gross-Titlis-Schanze HS140        |
| 5    | 2018/19 | 2019. március 17.  | Vikersund   | Vikersundbakken HS240 (sírepülés) |

## Magánélete
Szülővárosában, Kranjban él 4 testvérével.